# 에델바이스 (노래)
《에델바이스》(Edelweiss)는 로저스와 해머스타인이 1959년에 발표한 사운드 오브 뮤직의 노래다. 영화에서 아이들이 스위스로 망명할때도 부른다. 오스트리아의 민요라는 오해를 받고 있으며 민요가 아니라 영화 또는 뮤지컬에 나오는 노래일 뿐이다.

## 같이 보기
- 사운드 오브 뮤직